# Jochem Kamphuis
Jochem Kamphuis (Groningen, 11 april 1986) is een Nederlandse voetbalscheidsrechter die voor de KNVB fluit.
Kamphuis staat op de Senior lijst betaald voetbal (de hoogste categorie voor scheidsrechters) van de KNVB. Hij fluit zijn wedstrijden in de Keuken Kampioen Divisie en in de Eredivisie. Van 2020 tot en met 2023 stond hij op de internationale lijst, waarmee hij ook internationale wedstrijden mocht fluiten.
Op 15 oktober 2011 floot Kamphuis zijn eerste eredivisieduel. Dit duel, tussen sc Heerenveen en De Graafschap, eindigde in 1–1.

## Statistieken
| Seizoen        | Competitie     | Wedstrijden | Kaarten    | Kaarten                                    | Kaarten     | Strafschoppen | Strafschoppen |
| Seizoen        | Competitie     | Wedstrijden | Kreeg geel | Kreeg voor de tweede keer geel en dus rood | Weggestuurd | Thuisploeg    | Uitploeg      |
| -------------- | -------------- | ----------- | ---------- | ------------------------------------------ | ----------- | ------------- | ------------- |
| 2011/12        | Eredivisie     | 3           | 8          | 0                                          | 0           | 0             | 0             |
| 2012/13        | Eredivisie     | 7           | 22         | 0                                          | 3           | 2             | 0             |
| 2013/14        | Eredivisie     | 15          | 55         | 1                                          | 0           | 2             | 1             |
| 2014/15        | Eredivisie     | 20          | 62         | 2                                          | 2           | 4             | 0             |
| 2015/16        | Eredivisie     | 16          | 57         | 2                                          | 2           |               |               |
| 2016/17        | Eredivisie     | 24          | 77         | 2                                          | 2           |               |               |
| 2017/18        | Eredivisie     | 21          | 54         | 1                                          | 1           |               |               |
| 2018/19        | Eredivisie     | 24          | 74         | 2                                          | 4           |               |               |
| 2019/20        | Eredivisie     | 14          | 52         | 1                                          | 1           |               |               |
| 2020/21        | Eredivisie     | 20          | 73         | 1                                          | 2           |               |               |
| 2021/22        | Eredivisie     | 17          | 62         | 4                                          | 0           |               |               |
| 2022/23        | Eredivisie     | 20          | 61         | 0                                          | 3           |               |               |
| 2023/24        | Eredivisie     | 8           | 24         | 2                                          | 0           |               |               |
| 2024/25        | Eredivisie     | 5           | 20         | 0                                          | 0           |               |               |
| Carrièretotaal | Carrièretotaal | 214         | 701        | 18                                         | 20          | 8             | 1             |

Bijgewerkt tot en met 06-11-2024.
Internationaal scheidsrechter: Sander van der Eijk · Wendy Gijsbers · Serdar Gözübüyük · Lizzy van der Helm · Dennis Higler · Joey Kooij · Allard Lindhout · Danny Makkelie · Marc Nagtegaal · Marisca Overtoom · Shona Shukrula

Nationaal scheidsrechter: Erwin Blank · Pol van Boekel · Alex Bos · Rob Dieperink · Laurens Gerrets · Edwin van de Graaf · Thomas Hardeman · Robin Hensgens · Jochem Kamphuis · Martin van den Kerkhof · Boyd van Kommer · Jannick van der Laan · Jeroen Manschot · Richard Martens · Bas Nijhuis · Ingmar Oostrom · Martin Pérez · Kevin Puts · Jesse Rozendal · Clay Ruperti · Rick Sturm · Stan Teuben · Luuk Timmer · Robin Vereijken · Martijn Vos · Wouter Wiersma